# Pinus naxiorum
Pinus naxiorum là một loài thực vật hạt trần trong họ Pinaceae. Loài này được Businský mô tả khoa học đầu tiên năm 2008.